# Риверсајд (округ Сафок, Њујорк)
Риверсајд (енгл. Riverside, Suffolk County) насељено је место без административног статуса у америчкој савезној држави Њујорк.

## Демографија
По попису из 2010. године број становника је 2.911, што је 36 (1,3%) становника више него 2000. године.
| Група             | 2000.         | 2010.         |
| Белци             | 1.518 (52,8%) | 1.236 (42,5%) |
| Афроамериканци    | 1.023 (35,6%) | 747 (25,7%)   |
| Азијати           | 21 (0,7%)     | 9 (0,3%)      |
| Хиспаноамериканци | 278 (9,7%)    | 872 (30,0%)   |
| Укупно            | 2.875         | 2.911         |